# Jean-Marc Lévy-Leblond
Jean-Marc Lévy-Leblond (nascido em 1940) é um físico e ensaísta.

## Biografia
Após o ensino médio em Cannes, Lévy-Leblond estudou matemática no Lycée Janson-de-Sailly (Paris), e depois ingressou na École Normale Supérieure em 1958. Membro da União dos Estudantes Comunistas (UEC) desde 1956, e posteriormente do Partido Comunista, ele saiu em 1968 para se tornar um dos líderes do movimento de crítica política radical da ciência (ver a revista Impasciences). Após um doutorado (1962), e depois um doutorado em ciências físicas (física teórica) na Universidade de Orsay em 1965, ele foi sucessivamente pesquisador no CNRS, professor na Universidade de Nice Sophia Antipolis, professor na Universidade de Paris 7, e na Universidade de Nice, onde lecionou nos departamentos de física, filosofia e comunicação. É professor emérito da Universidade de Nice e foi diretor de programa no Colégio Internacional de Filosofia de 2001 a 2007.
Publicou numerosos artigos sobre seu trabalho de pesquisa, que aborda principalmente a física teórica e matemática e a epistemologia.

Fundou e dirige a revista Alliage (cultura, ciência, técnica), dirige as coleções Science Ouverte e Points (série ciência) na editora Seuil, e trabalha mais amplamente para "(re)trazer a ciência para a cultura".
Por muito tempo, Jean-Marc Lévy-Leblond tem alertado sobre a necessidade de uma inteligência científica pública, onde conhecimento, pesquisa, cultura e política estariam interligados [...]. Para preservar o discurso científico autêntico e evitar um abismo de incompreensão entre especialistas e público em geral, mas também para cultivar a necessidade de uma história da ciência, contra a ilusão de uma universalidade do conhecimento científico, contra o presentismo e as fantasias de contemporaneidade absoluta, contra a submissão da ciência aos imperativos industriais, contra a padronização planetária que a dominação das tecnociências instala.
Segundo ele
Se esses irmãos inimigos, cientificismo e irracionalismo, prosperam hoje, é porque a ciência inculta se torna culto ou oculta com a mesma facilidade,
e o divórcio entre ciência e cultura às vezes parece perigosamente consumado. Ele desenvolveu um discurso sobre a necessidade de "crítica científica", que compara à crítica de arte, e apela por "um nível muito mais alto de consciência coletiva por parte da sociedade como um todo sobre o que é a atividade científica".

## Livros didáticos
- Quantique (com Françoise Balibar), livro didático original de física quântica, publicado por Masson/CNRS. Volume 1 publicado em 1984, volume 2 inacabado, disponível online ((CEL/CNRS)
- Physics in question, exercícios de física geral, em 2 volumes: 1. Mecânica, 2. Eletricidade e magnetismo (Vuibert)
- Matter – relativistic, quantum, interactive, Paris, Seuil, 2006
- Richard Feynman, The Nature of Physics, trad. Jean-Marc Lévy-Leblond, Françoise Balibar, Paris, Seuil, 1980 (coleção Points Sciences). ISBN 2-02-005658-5.

## Ensaísta e "crítico da ciência"
- Diretor da publicação da revista Alliage (cultura, ciência, técnica)[6] (ANAIS, desde 1981)
- (Auto)crítica da ciência (Textos reunidos por Alain Jaubert e Jean-Marc Lévy-Leblond), Paris, Seuil, 1973